# هال هربرت
هال هربرت هو سياسي كندي، ولد في 17 يونيو 1922 في لندن في المملكة المتحدة، وتوفي في 25 يوليو 2003. حزبياً، نشط في الحزب الليبرالي الكندي. وقد انتخب عضو مجلس العموم الكندي.